# Acetorfina
L'acetorfina o acetoftina è un potente analgesico oppiaceo, fino a 8700 volte più forte della morfina in peso.
È un derivato del più noto oppioide etorfina, che viene usato come antidolorifico veterinario e come farmaco anestetico, principalmente per la sedazione di animali di grandi dimensioni come elefanti, giraffe e rinoceronti.
L'acetorfina è stata sviluppata nel 1966 dal gruppo di ricerca Reckitt che ha sviluppato l'etorfina. L'acetorfina è stata sviluppata per lo stesso scopo dell'etorfina, vale a dire come un tranquillante per uso veterinario e per immobilizzare animali di grandi dimensioni in medicina veterinaria. Nonostante mostri alcuni vantaggi rispetto all'etorfina, ad esempio producendo effetti collaterali meno tossici nelle giraffe, l'acetorfina non è mai stata largamente adottata per uso veterinario e l'etorfina (insieme ad altri tranquillanti come carfentanil e azaperone) rimane il farmaco di elezione in questa applicazione.